# 穆罕默德·斯比希
穆罕默德·斯比希（英語：Mohamed Sbihi，1988年3月27日—），英国男子赛艇运动员。他曾代表英国参加2012年、2016年和2020年夏季奥林匹克运动会赛艇比赛，获得一枚金牌和二枚铜牌。